# 나이트 사파리 (싱가포르)
나이트 사파리(영어: Night Safari)는 싱가포르의 동물원으로, 세계 최초의 야간 동물원이다. 싱가포르에서 가장 인기있는 관광 명소 중 하나이다.